# La Palma
La Palma a Kanári-szigetek északnyugati tagja. A 706 km² területű sziget vulkanikus domborzatát északon egy hatalmas, beomlott kráter, a Caldera de Taburiente uralja. Innen kicsit délebbre a Cumbre Nueva szintén beomlott kráterét találhatjuk – ezek mintegy 2 millió éve keletkeztek. A Caldera északi peremén emelkedik a Roque de los Muchachos 2426 méteres orma, a sziget legmagasabb hegycsúcsa. Az öreg kráterektől délre húzódnak a Cumbre Vieja tűzhányóinak lankásabb, ám kopárabb tájai. A Caldera keleti lábánál emelkedik Santa Cruz de la Palma városa. Repülőtere a várostól 6 km-re délre, a sziget keleti partján helyezkedik el.

## Földrajza

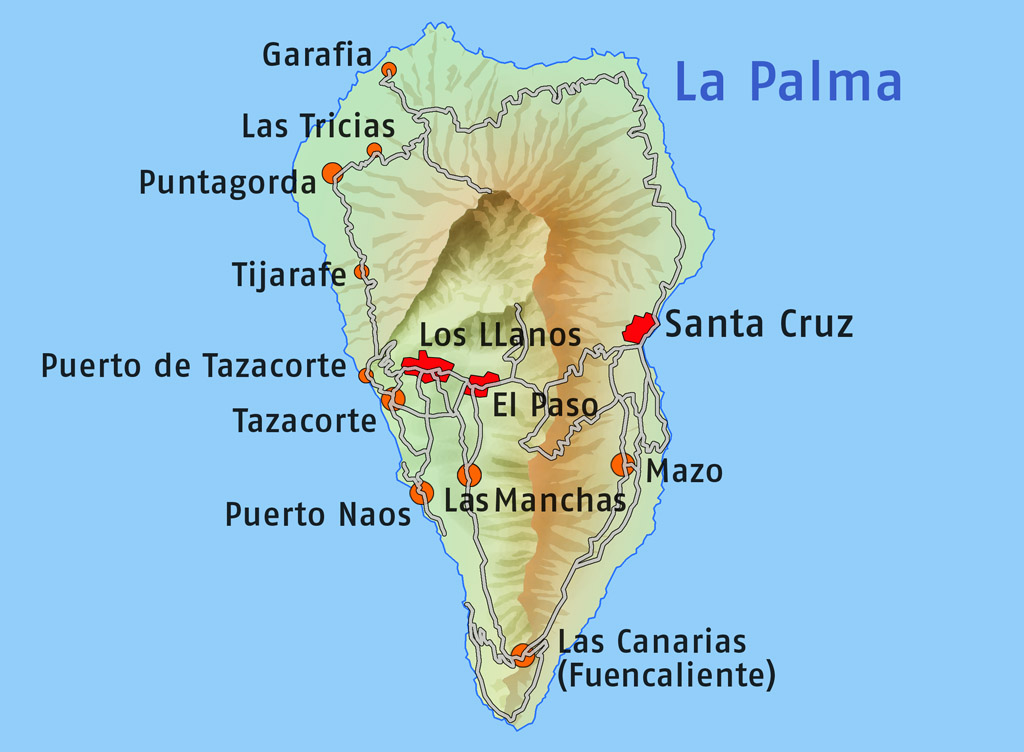
La Palma nagyobb települései

### Természeti viszonyai
Területe 706 km². Vulkanizmusa a Kanári-szigetek többi tagjához hasonlóan forró pont (hot spot) jellegű; a többi szigeténél aktívabb. Északon egy hatalmas beomlott kráter, a Caldera de Taburiente északi peremén emelkedik a Roque de los Muchachos 2426 méteres orma, a sziget legmagasabb hegycsúcsa. Kicsit délebbre találhatjuk a Cumbre Nueva ugyancsak beomlott kráterét; ezek mintegy 2 millió éve keletkeztek.
Az öreg kráterektől délre húzódnak a Cumbre Vieja tűzhányóinak lankásabb, ám kopárabb tájai. Itt a vulkanizmus ma is aktív: a magma legutóbb 2021. szeptember 19-én kezdődő időszakban jutott felszínre nyolc napig erősödő előjelek (földrengések, a talaj szintjének emelkedése stb.) után a Taburiente kaldera déli részén felnyílt hasadékban. Los Llanos de Aridane,  El Paso és Tazacorte falvakból mintegy ötezer embert telepítettek ki.
Az előző kitörés 1971-ben építette fel három hetes működésével a Teneguía vulkán kúpját.

### Népessége
A sziget lakossága 86 062 fő; többségük római katolikus.

### Közigazgatása
A sziget az 1982-ben létrehozott Kanári-szigetek  autonóm régió tagja, a szigetcsoport négy nyugati szigetét összefogó Santa Cruz de Tenerife tartomány része. A régió közigazgatási központja a Caldera keleti lábánál épült Santa Cruz de la Palma városa. Itt ülésezik a szigetek tanácsa. a Cabildo Insular. A tartomány székhelye Santa Cruz de Tenerife.
A sziget 14 kerülete:
- Barlovento
- Breña Alta
- Breña Baja
- Fuencaliente de la Palma
- Garafía
- Los Llanos de Aridane
- El Paso
- Puntagorda
- Puntallana
- San Andrés y Sauces
- Santa Cruz de la Palma
- Tazacorte
- Tijarafe
- Villa de Mazo

### Gazdasága, infrastruktúrája
Repülőtere a várostól 6 km-re délre, a sziget keleti partján helyezkedik el.

## Képek

La Palma zászlaja
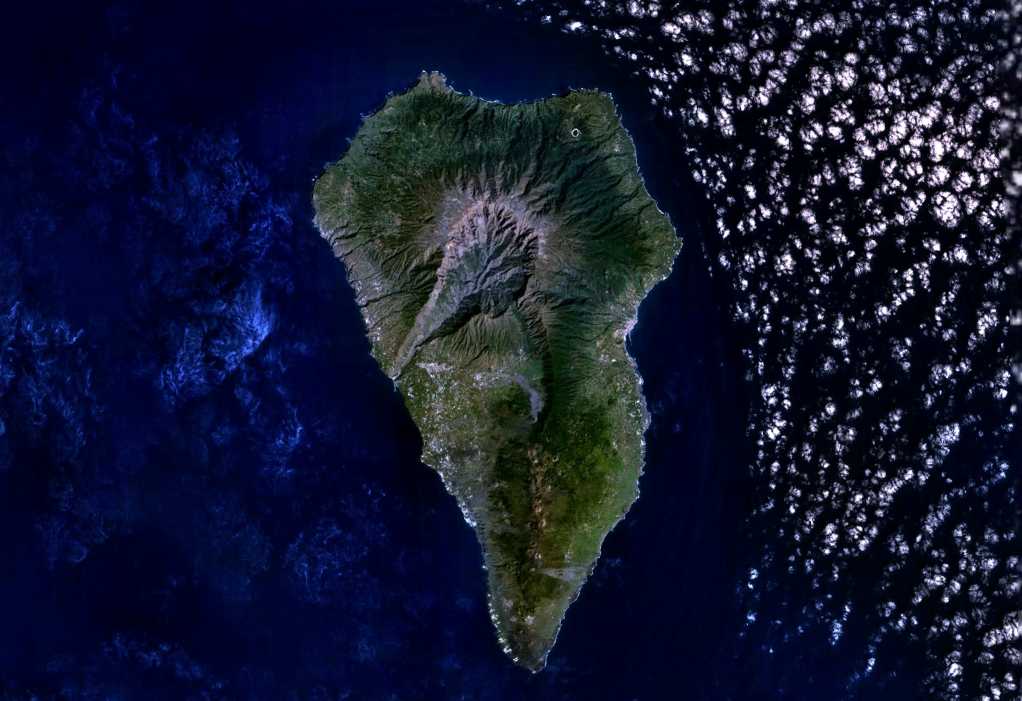
La Palma műholdas képe

## Kapcsolódó szócikk
- A Kanári-szigetek történelme